# Harry Ceson
Nils Harry Fredrik Ceson, född 10 januari 1926 i Gävle Staffans församling, Gävleborgs län, död 1 augusti 1978, var en svensk målare, tecknare, teckningslärare, poet, konstanmälare och amatörteaterledare.
Han var son till fabriksarbetaren Verner Carlson och Greta Frödhe.
Ceson var som konstnär autodidakt och genomförde självstudier under resor till bland annat Danmark och Finland under resorna skrev han resebrev som publicerades i Arbetarbladet. Han ställde ut separat i Gävles Folkets hus och i samlingsutställningen Ung konst i Bäckstugan 1950. Utställningen följdes upp med utställningar i sällskap med Åke Holst, Karl Gustav Engström och Harald Jürisaar i bland annat Västerås, Borlänge och Söderhamn. Han genomförde en retrospektiv utställning på Gävle museum 1958 där han förenade konstnären med reklammannen, poeten och jazzhabituén Harry Ceson.
Hans konst består av figurmåleri, vid sidan av sitt eget skapande var han verksam som illustratör och  konstanmälare i Arbetarbladet. Ceson är begravd på Bomhus kyrkogård.